# 耶律驴马
耶律驴马（?—?），元朝将领，太师耶律阿海的曾孙、太师耶律绵思哥的孙子、中都路也可达鲁花赤耶律买哥的儿子。
耶律驴马早年备宿卫，为必阇赤（书史），官至右卫亲军都指挥使。至元二十四年（1287年），忽必烈在柳林宴会，命耶律驴马坐在其父位次，赐给他只孙服。至元二十五年（1288年），率兵攻打哈丹秃鲁干，有战功，后来以年迈辞职。
七子：
- 耶律五台奴，袭职
- 耶律拔都儿，中书右丞
- 耶律文谦，兴国路总管
- 耶律卜花，早卒
- 耶律蒙古不花，荆湖北道宣慰使
- 耶律虎都不花，一名文炳，湖州同知
- 耶律万奴，人匠副总管